# Castelo do Bou Negre

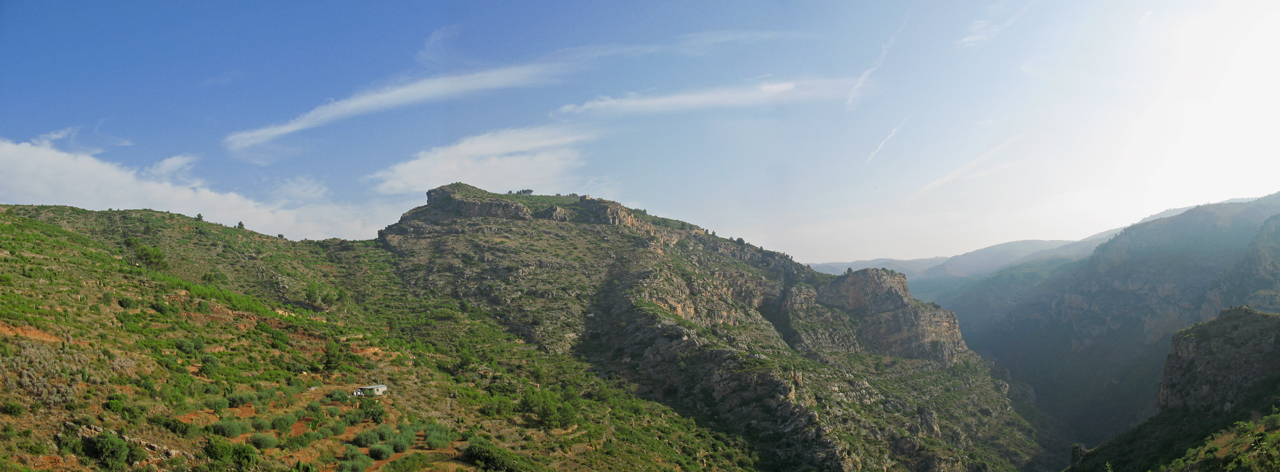
Castelo do Bou Negre, Espanha.

O Castelo do Bou Negre, também conhecido como Castelo da Mola, localiza-se no limite dos municípios de Argelita e Ludiente, província de Castellón, na comunidade autónoma da Comunidade Valenciana, na Espanha.
Ergue-se em um parapeito rochoso, a 748 metros acima do nível do mar, que se debruça sobre um estreito do rio Villahermosa antes de chegar à povoação.

## História
O castelo remonta a uma fortificação de origem muçulmana.
A actual estrutura remonta, a seu turno, à época da Reconquista cristã da região, cujas obras encontram-se referidas, documentalmente, em 1178, integrando o conjunto de castelos que delimitavam a Diocese dertuense, quando da concessão real, por parte de Afonso II de Aragão, ao consagrar-se a nova catedral de Tortosa.

## Características
O recinto delimitado pelas defesas é um dos mais amplos da província e da Comunidade Valenciana, uma vez que para a sua construção foram aproveitados os bordos escarpados da meseta e outros acidentes do terreno, onde foram erguidos os panos de muralha que envolvem aquele topo.
Nesse recinto destaca-se a torre de menagem, de planta ligeiramente rectangular, em cantaria de pedra, e que alguns autores consideram como de origem romana, dado que nas suas proximidades foram encontrados vestígios de cerâmica desse período.
A existência de cisternas e poços aumentava o seu valor estratégico em caso de um assédio.
Ainda que a parte superior das muralhas encontre-se muito danificada, pode-se observar que em sua maior parte contavam com ameias e que as torres contavam com seteiras, da quais apenas nos restam as bases.